# Asunción Aguadé i Subias
Asunción Aguadé i Subias (Barcelona, 29 de juny de 1943), també coneguda artísticament com a “Marysun”, és una destacada ballarina, coreògrafa i professora catalana. És la ballarina que més vegades ha actuat al Gran Teatre del Liceu i una de les personalitats més representatives de la dansa clàssica a Catalunya.

## Biografia

### Estudis
Va cursar els primers estudis de dansa clàssica a l’Institut del Teatre de Barcelona, on es va graduar el 1958. Es formà també en dansa clàssica, bolero i flamenc a l'estudi de Joan Magriñà, el sue gran mestre, al carrer de Petritxol entre 1955 i 1976.
Entre 1976 i 1980 va ampliar els estudis de dansa clàssica: primer, a Alemanya, amb Héctor Zaraspe, Edith Fransen Crosta i Henning Krostam; i, posteriorment, a Barcelona, amb Janusz Smolinsky. Durant aquest període amplià també el seu coneixement d'escola bolera i flamenc amb Ángel Pericet i Manolo Marín; i, en dansa contemporània, es formà amb Mat Mattox.

### Ballarina
El 1956 va debutar sobre els escenaris, amb només tretze anys, en l'espectacle de revista Chicas. El mateix any entrà a formar part del cos de Ball del Gran Teatre del Liceu de Barcelona, on el 1960 va ascendir a ballarina solista i el 1963 a primera ballarina. Entre 1969 i 1988 va ser la ballarina estrella del cos de ball i va estrenar algunes de les coreografies més representatives del mestre de ball Joan Magriñà.
Entre 1962 i 1975 també va participar en les temporades de l'Òpera de Bilbao, Oviedo, Madrid, València, Sevilla i Mallorca, entre d'altres.
El 1972 va ser convidada, juntament amb Margot Fonteyn, Attilio Labis, Elisabetta Terabust, Falco Capulste i Monique Janotta, entre d'altres, a participar en la Gala d'Estrelles del Teatre de la Zarzuela, presidida per la Princesa Sofía. En la mateixa línia, cinc anys més tard, El 1977, va ser invitada per la televisió de Varsòvia com a artista estrella.
Al final de la seva etapa com a ballarina, entre 1981 i 1985, va dur a terme una sèrie de recitals per tot Espanya amb el ballarí Fernando Lizundia que, juntament amb Alfonso Rovira i el polonès Janusz Smolinski, és una de les seves parelles habituals de ball.

### Coreògrafa
Entre 1975 i 1988 va exercir com a directora de ball i coreògrafa del Ballet del Gran Teatre del Liceu. El 1986 coreografia i fa d’ajudant de direcció en una òpera a Dallas (Estats Units), així com desenvolupa una coreografia de l'òpera Carmen per a l'Opera de Marsella.

### Professora de dansa
La seva etapa com a docent se situa entre la dècada dels seixanta i el 2022, aproximadament. Entre 1959 i 1976 va ser professora de l'Estudi de Joan Magriñà. El 1976, en jubilar-se, Joan Magriñà li traspassà la direcció de l'escola, que va conduir fins al tancament l'any 2022. En aquesta escola s'impartien classes de dansa clàssica, escola bolera i ball clàssic espanyol. Havia estat fundada pel mateix Joan Magriñà el 1936, però a causa de la Guerra Civil, es va veure obligat a tancar-la i reobrir-la de nou el 1939.

## Trajectòria professional

### Dansa
Des de 1956 va formar part del cos de ball del Gran Teatre del Liceu com a ballarina, com a solista (a partir de 1960) i primera ballarina (a partir de 1963). Va participar en diferents espectacles coreografiats principalment, però no únicament, pel mestre de ball Joan Magriñà. Alguns exemples són:
- El duelo (Le combat), amb música de Raffaello de Banfield. Va tornar a representar-la durant la temporada 1972-73.
- Marina, òpera amb música d'Emilio Arrieta.
- Manon, òpera còmica amb música de Jules Massenet.
- El amor de las tres naranjas (L'amour des trois oranges), sàtira amb música de Sergei Prokofiev.
- La damme de Pique, òpera amb música de Piotr Ilich Txaikowsky.
- Idomeneo rey de Gracia, drama amb música de Wolfgang Amadeus Mozart.
- Policromía del siglo XVIII. Tapices de Goya, amb música d'Isaac Albéniz, Enric Granados i Francisco Alonso.
- Amaya, drama líric basat en la novel·la homònima de Navarro Villoslada.
- Carlota, òpera mexicana amb llibret de Francisco Zendejas Gómez.
- Gaviotas, amb música de Joan Altisent.
- Suite de danzas (sobre temas de Couperin), amb música de Richard Strauss.
- Salomé, òpera amb música de Richard Strauss.
- Romeu i Julieta, òpera amb música de Charles Gounod.
- Los pescadores de perlas, òpera amb música de Geroges Bizet.
- La novia vendida, òpera popular amb música de Bedrich Smetana.
- Khovantchina, drama musical popular amb música de Modesto Moussorgky.
- Fantasia romàntica, amb música de Franz Schubert.
- La leyenda de José, amb música de Richard Strauss.
- Les alegres comares de Windsor, òpera amb música d'Otto Nicolai.
- Las sílfides, amb música de Chopin.
- Don Quichotte (Don Quijote), òpera amb llibret d'Henri Cain.
- Rumores de la caleta, amb música d'Isaac Albéniz.
- Suite de danzas españolas, amb música de diversos compositors.
- Rapsodia sincopada, amb música de Manuel R. de Llauder.

Entre 1969 i 1988, Asunción Aguadé va ballar com a ballarina estrella del cos de ball del Gran Teatre del Liceu en les següents coreografies de Joan Magriñà:
- 1969. La Favorita, òpera amb música de Gaetano Donizetti. Abans hi havia participat com a part del cos de ball i va tornar a representar-la durant les temporades 1969-70, 1972-73 i 1978-79.
- 1969. Tannhäuser, òpera romàntica de Richard Wagner. Abans hi havia participat com a part del cos de ball i va tornar a representar-la a les temporades 1972-73 i 1977-78.
- 1969. La vida por el zar, de Mikhaïl Glinka.
- 1969. La traviata, òpera amb música de Giuseppe Verdi. Abans hi havia participat com a part del cos de ball i va tornar a representar-la com a ballarina estrella a les temporades 1973-74, 1975-76, 1981-82 (la darrera amb coreografia pròpia).
- 1969. Un ballo in maschera, drama amb música de Giuseppe Verdi. Abans hi havia participat com a part del cos de ball i va tornar a representar-la com a ballarina estrella a les temporades 1968-69, 1971-72 i 1972-73
- 1969. Las bodas de Fígaro, òpera amb música de Wolfgang Amadeus Mozart.
- 1969. Los cinco continentes, amb música de Juan Guinjoan.
- 1969. Mazurca, amb música de Federico Chueca.
- 1969. La dolores, amb música de Tomás Bretón (a partir del text de Josep Feliu i Codina).
- 1970. Eugene Onieguin, escenes líriques amb música de Piotr Ilich Tchaikovsky. Abans hi havia participat com a part del cos de ball.
- 1970. Una cosa rara, òpera amb llibret de Lorenzo Da Ponte.
- 1970. Lucrezia Borgia, òpera amb música de Gaetano Donizzetti.
- 1970. Soirée vienesa, amb música de Richard Strauss. Abans hi havia participat com a solista.
- 1970. Nochebuena del diablo, amb música d'Oscar Esplà.
- 1970. Samson et Dalila, òpera amb música de Camille Saint-Saëns. Torna a representar-la a les temporades 1973-74 i 1978-79.
- 1971. Rigoletto, òpera amb música de Giuseppe Verdi. Va tornar a representar-la a la temporada 1979-80.
- 1971. Faust, òpera amb llibret de Jules Barber i Michel Carré (a partir de Goethe). Abans hi havia participat com a part del cos de ball i va tornar a representar-la com a ballarina estrella durant la temporada 1978-79 (amb coreografia pròpia).
- 1971. Añoranza, amb música d'Enric Granados.
- 1971. La Gioconda, òpera amb llibret d'Arriogo Boito. Va tornar a representar-la a les tempoarades: 1978-79, 1984-85 (la darrera amb coreografia pròpia).
- 1971. Orfeo ed Euridice, òpera amb llibret de Raniero di Calzavigi.
- 1971. La cenerentola, òpera amb música de Gioacchino Rossini. Abans hi havia participat com a solista.
- 1971. Rondalla aragonesa, en homenatge a Enric Granados.
- 1971-72. La vida breve, amb música de Manuel de Falla. Abans hi havia participat com a part del cos de ball i va tornar a representar-la com a primera ballarina a la temporada 1977-78.
- 1972. Doña Francisquita, comèdia lírica amb música d'Amadeu Vives. Va tornar a representar-la durant la temporada 1974-75.
- 1973. Iris, òpera verista amb llibret de Luigi Illica.
- 1973. Obsesión, amb música de Diego Monjo Jr.
- 1973. Pierrot, amb música d'Albert Prats Trian.
- 1973. A tiempo romántico, amb música d'Enric Granados. Abans hi havia participat com a part del cos de ball i va tornar a representar-la durant la temporada 1974-75.
- 1973. El sombrero de tres picos, amb música de Manuel de Falla. Va tornar a representar-la durant la temporada 1974-75.
- 1973. Fandango de candil, inspirat en Goyescas d'Enric Granados.
- 1973-74. Il trovatore, òpera amb música de Giuseppe Verdi.
- 1973-74. Aida, amb música de Giuseppe Verdi. Va tornar a representar-la durant la temporada 1978-79, col·laborant com a coreògrafa amb Joan Magriñá, i durant el 1979-80 (amb coreografia pròpia).
- 1974. Las visperas sicilianas, drama amb música de Giuseppe Verdi.
- 1974. Clar de lluna, amb música de Claude Debussy. Va tornar a representar-la durant la temporada 1977-78.
- 1974. Bolero del “Marabú”, amb música d'Amadeu Vives.
- 1974. La moza y el estudiante, amb música de Tomás Bretón.
- 1974. Macbeth, òpera amb música de Giuseppe Verdi. Va tornar a representar-la a la temporada 1979-80 (amb coreografia pròpia).
- 1974. Seguidillas, amb música de Ventura Galván.
- 1975. El laberinto, amb música de Xavier Montsalvatge.
- 1976-77. El amor brujo, amb música de Manuel de Falla. Abans hi havia participat com a part del cos de ball.
- 1977. L'Africana, òpera amb llibret d'Eugène Scribe.
- 1978. Panaderos del siglo XIX, amb música de Juan Alfonso.
- 1979. La forza del destino, òpera amb música de Giuseppe Verdi. Abans hi havia participat com a part del cos de ball.
- 1985-86. Armide, òpera amb llibret de Philippe Quinault.

### Cinema[7]
Formant part del cos de ball del Gran Teatre del Liceu ballà també en pel·lícules com:
- 1962. La Bella Lola.
- 1968. Las Golondrinas.

### Coreografia[8]
Aguadé és autora també coreografies com les següents:
- 1973. Aida, òpera amb llibret d'Antonio Ghislanzoni. Coreografia amb Joan Magriñà.
- 1977. L'Africana, òpera amb llibret d'Eugène Scribe. Fou coreògrafa i ballarina estrella.
- 1977-78. Andrea Chénier, òpera amb llibret de Luigi Illiga.
- 1978. I Puritani, òpera amb música de Vincenzo Bellini.
- 1978. Lucia di Lammermoor, òpera amb música de Gaetano Donizzetti.
- 1980. Der Freischütz, òpera romàntica amb llibret de Friedrich Kind.
- 1980. Don Juan (Don Giovanni), drama amb llibret de Lorenzo da Ponte.
- 1980. L'elisir d'amore, òpera amb música de Gaetano Donizetti.
- 1981. La traviata, òpera amb música de Giuseppe Verdi. Fou coreògrafa i ballarina estrella.
- 1981. I Pagliacci, òpera de Ruggiero Leoncavallo.
- 1983. Falstaff, òpera amb llibret d'Arriogo Boito. Corografia infantil d'Asumpció Aguadé i Alberto Lorca.
- 1978. Faust, òpera amb llibret de Jules Barber i Michel Carré (a partir de Goethe). La coreografia va tornar a posar-se a escena durant les temporades 1978-79 (amb Aguadé com a ballarina estrella) i 1983-84.
- 1979. Macbeth, òpera amb música de Giuseppe Verdi. El 1983 va tornar a coreografiar-la i en va ser la directora de ball.
- 1980. Aida, òpera amb llibret d'Antonio Ghislanzoni. Fou coreògrafa i primera ballarina.
- 1981. Nabucco, tragèdia lírica amb música de Giuseppe Verdi.
- 1982-83. La Vestale, òpera amb música de Gaspare Spontini. Fou directora de ball, coreògrafa i primera ballarina.
- 1984. Hérodiade, òpera amb llibret de Georges Hartmann i Paul Milliet (a partir de Flaubert).
- 1984. La Gioconda, òpera amb llibret d'Arriogo Boito. Fou coreògrafa i primera ballarina.
- 1985. Boris Gudonov, drama musical amb llibret de Modest Petrovich Mussorgsky. Fou directora de ball i coreògrafa.
- 1985. Carmen, òpera amb llibret de Meilhac i Halevy. Muntatge a l'Opéra de Mareille, amb escenografia del Gran Teatre del Liceu.
- 1985. I Capuleti ed i Montecchi, tragèdia lírica amb música de Vincenzo Bellini. Fou directora de ball i coreògrafa.
- 1986. Manon, òpera còmica amb música de Jules Massenet.

## Premis
- Premi Extraordinari Antònia Mercè, atorgat per l'Institut del Teatre de Barcelona (1958)[1]
- Premi de la dansa al Mèrit Artístic del Gran Teatre del Liceu (1970)[9]
- Premi Nacional de Teatre a la “Interpretación coreográfica” (1972)[9]
- Premi FAD d'Honor Sebastián Gasch d'Arts Parateatrales (2016)[9][10]

## Fons
El seu fons es conserva al Centre de Documentació i Museu de les Arts Escèniques i consta part de les seves obres, a banda de documents personals i administratius. A més a més també hi trobarem fotografies i correspondència.